# Reynosa
Reynosa je nejlidnatější město ve státě Tamaulipas. Leží na mexicko-americké státní hranici, přes kterou sousedí se státem Texas. K roku 2020 ve městě žilo 691 557 obyvatel. Vzniklo 14. března 1749.
Leží na jižním břehu řeky Rio Grande nedaleko měst McAllen, Mission a Pharr.